# Dale Turner
Pour les articles homonymes, voir Turner.
Dale Turner est un personnage de fiction, saxophoniste de jazz. C'est l'un des deux personnages principaux du film Autour de minuit (Round Midnight) de Bertrand Tavernier.
Incarné par Dexter Gordon, il emprunte de nombreux traits à Bud Powell. Venu à Paris à la fin des années 1950, il vit une longue déchéance que ne parvient pas à enrayer un jazzman au grand cœur, Francis. Dale Turner revient à New York pour y mourir.
L'inspirateur de Francis, Francis Paudras (de) (né en 1935), s'est suicidé en 1997.